# Rjúpnadalsfjall
Rjúpnadalsfjall är ett berg i republiken Island. Det ligger i regionen Austurland, 300 km öster om huvudstaden Reykjavík. Toppen på Rjúpnadalsfjall är 660 meter över havet.
Trakten runt Rjúpnadalsfjall är nära nog obefolkad, med mindre än två invånare per kvadratkilometer. Det finns inga samhällen i närheten. Trakten runt Rjúpnadalsfjall består i huvudsak av gräsmarker.